# E-sky Lama

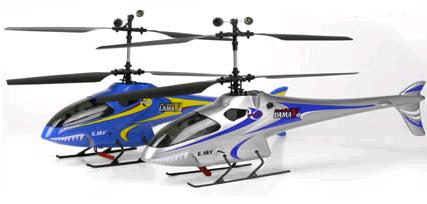
Lama V4.

E-sky Lama — семейство серийно выпускающихся фирмой E-sky радиоуправляемых вертолётов. Все вертолёты этого семейства основаны на соосной схеме, которая упрощает и удешевляет реализацию недорогой модели. Кроме того, упрощённая соосная схема обладает достаточно высокой стабильностью, что подходит для начального обучения управлению РУ-моделью вертолёта. Производитель и сторонние фирмы выпускают не только полный ассортимент запасных частей для модели, но и всевозможные «апгрейды» улучшающие управляемость, тяговооружённость, внешний вид или надёжность вертолёта. Модель настолько популярна, что рынок изобилует дешевыми копиями, построенными ещё более упрощенными: отсутствие канала крена, сервомашинок и автомата перекоса (заменён на специальный хвостовой пропеллер, изменяющий угол тангажа модели).

## Разновидности и основные характеристики
| Модификация → Характеристика ↓ | Lama V3           | Lama V4                    | KOB            | Comanche                          | Hunter            | Dauphin                   | Robins 22      |
| ------------------------------ | ----------------- | -------------------------- | -------------- | --------------------------------- | ----------------- | ------------------------- | -------------- |
| Прототип                       | Aérospatiale Lama | Eurocopter AS 350 Ecureuil | —              | Boeing / Sikorsky RAH-66 Comanche | Eurocopter EC 130 | Eurocopter AS 365 Dauphin | Robinson R22   |
| Длина                          | 408 мм            | 408 мм                     | 415 мм         | 435 мм                            | 380 мм            | 400 мм                    | 360 мм         |
| Ширина                         | 78 мм             | 85 мм                      | 77 мм          | 95 мм                             | 73 мм             | 72 мм                     |                |
| Высота                         | 168 мм            | 180 мм                     | 174 мм         | 185 мм                            | 188 мм            | 180 мм                    |                |
| Полётный вес                   | 215 г             | 230±10 г                   | 226±10 г       | 242±10 г                          | 216±10 г          | 240±10 г                  | 220±10 г       |
| Диаметр несущих роторов        | 340 мм.           | 340 мм.                    | 340 мм.        | 340 мм.                           | 340 мм.           | 340 мм.                   | 340 мм.        |
| Время полёта                   | Около 10 минут    | Около 10 минут             | Около 10 минут | Около 10 минут                    | Около 10 минут    | Около 10 минут            | Около 10 минут |

Основные отличия моделей ограничиваются внешним видом. Lama V3 и KOB отличаются от других разновидностей открытыми механизмами и хвостовой балкой с фальшивым рулевым винтом вместо фенестрона. У Lama V3 хвостовая балка ферменная, а у KOB — трубчатая, аналогичная по виду крупным РУ-вертолётам. Механика и электроника моделей идентична. Небольшое отличие имеют лишь внешние валы: отверстия для крепления головки нижнего ротора могут располагаться выше или ниже (два варианта).

## Устройство
E-sky Lama поставляется только в виде RTF-набора (англ. Ready to Fly), то есть комплект позволяет начать полёты сразу, не докупая дополнительных принадлежностей. Управление осуществляется входящей в комплект поставки FM PPM-аппаратурой: 35, 36, 40, 41, 72 МГц (со сменными кварцами) или Spread Spectrum-аппаратурой 2,4 ГГц. Вертолёт управляется по четырём пропорциональным каналам:
- По тангажу — наклоном тарелки автомата перекоса сервомашинкой.
- По крену — наклоном тарелки автомата перекоса сервомашинкой.
- По курсу — асимметричным изменением скорости вращения несущих винтов.
- По газу — симметричным изменением скорости вращения несущих винтов.

Несмотря на это электроника аппаратуры управления 6-канальная (аналогичная более старшим моделям выпускаемых фирмой). Недостающие органы управления (управление гироскопом и пр.) просто не выведены. В тематических форумах часто можно встретить описание недорогих и несложных способов доработки пульта управления до 6-канальной версии.
В кабине вертолёта установлен так называемый блок «4 в 1». Это сблоченные в один модуль: обычный 6-канальный FM-приёмник (может быть легко изъят из общего блока) со сменным кварцем (или Spread Spectrum) и плата с пьезогироскопом, микшером и парой регуляторов хода для коллекторных двигателей. Сама кабина является механической защитой для электроники. В нижней части модели установлена съемная Li-Po-аккумуляторная батарея на 7,4 вольта (около 800 мАч). Хвост модели выполняет в основном декоративную функцию и оснащён свободновращающимся фальшивым рулевым винтом либо фенестроном.
На раме вертолёта крепятся два коллекторных электродвигателя 180-й серии (каждый для своего ротора), две главных шестерни, внутренний и внешний валы приводящие в движение роторы и две сервомашинки (управление тарелкой автомата перекоса). Автомат перекоса позволяет управлять только циклическим шагом только нижнего ротора. Верхний ротор меняет только циклический шаг, но задаваемый не тарелкой автомата перекоса, а флайбаром (механическим стабилизатором-гироскопом). По причине такого управления циклическим шагом вертолёт очень стабилен, но максимальные углы по крену и тангажу вертолёта сравнительно невелики, что в совокупности с небольшой тяговооружённостью не позволяет выполнять сложный пилотаж. Такие характеристики отлично подходят для начального обучения управлению РУ-моделью вертолёта.